# Xã Arctander, Quận Kandiyohi, Minnesota
Xã Arctander (tiếng Anh: Arctander Township) là một xã thuộc quận Kandiyohi, tiểu bang Minnesota, Hoa Kỳ. Năm 2010, dân số của xã này là 381 người.